# Josef Cikán
Josef Cikán (22. listopadu 1914, Červené Pečky – 1. dubna 1985, Praha) byl československý voják a příslušník operace Glucinium.

## Mládí
Narodil se 22. listopadu 1914 v Červených Pečkách, v okrese Kolín. Otec Jaroslav byl zednický mistr a stavební podnikatel, matka Marie, rozená Drobečková byla v domácnosti. Měl tři sourozence. V letech 19220 až 1930 navštěvoval v Červených Pečkách obecnou a měšťanskou školu. Poté dva roky vypomáhal v otcově stavební firmě. V letech 1932 až 1934 absolvoval stavební školu v Kolíně a poté znovu pracoval u otce. Od 1. listopadu nastoupil jako úředník u banky Slávie. Z důvodu náročné operace a následné čtyřměsíční hospitalizace po těžké fraktuře nohy neabsolvoval základní vojenskou službu.

## V exilu
Z pobočky banky Slavie v Košicích, kde pracoval, odešel 28. února 1940 do Maďarska. Tam byl zadržen a do dubna vězněn. Po deportaci zpět na Slovensko uskutečnil druhý, tentokráte úspěšný pokus. Přes Jugoslávii a Bejrút se dostal do Francie. 16. května 1940 byl prezentován u československého zahraničního vojska a zúčastnil se bojů o Francii.
Po evakuaci do Anglie byl zařazen k 1. pěšímu praporu. Od 28. října 1941 již v hodnosti četaře zahájil výcvik pro plnění zvláštních úkolů, který ukončil 7. dubna 1944. Během této doby absolvoval sabotážní kurz a parakurz. Dále potom kurzy průmyslové sabotáže, dokončovací konspirační kurz a zdokonalovací kurzy střelecký a šifrovací. Dále absolvoval konspirační výcvik v zaměstnání a konspirační cvičení a cvičení spojovací. Výcvik završil opakovacím parakurzem. Již v hodnosti rotného odplul 2. května 1944 do Itálie.

## Nasazení
Společně s ostatními příslušníky desantu byl vysazen 3. července 1944 poblíž obce Purkarec. Po rozdělení skupiny pokračoval společně s Ludvíkem Haninou na Slovensko, ale v Uherském Hradišti byli zatčeni a převezeni k výslechům do Brna a poté do Prahy. Zde odmítl nabídku ke spolupráci. Odmítl i nabídku K. H. Franka na rozhlasovou promluvu k národu o marnosti odporu. Gestapem byl poté umístěn do vězení na Jenerálce. 13. dubna 1945 byli společně s Haninou umístěni do vězení na Pankráci, odkud byli 5. května osvobozeni příslušníky československé policie. Až do 8. května se poté účastnil bojů v Praze.

## Po válce
Do 12. června vykonával strážní službu na MNO. Poté byl zatčen pro podezření z vojenské zrady. 5. září 1945 byl propuštěn. Z armády odešel koncem srpna 1946 a nastoupil k bance Slavia. V roce 1947 se oženil, z manželství vzešly dcera a syn. Od roku 1947 do roku 1948 byl členem Národně-socialistické strany, poté byl členem KSČ, odkud byl později vyloučen. Po půlroční brigádě v kladenských dolech začal v roce 1952 pracovat v podniku Chirana. Do důchodu odešel v roce 1971.

## Vyznamenání
- 1944 –  Pamětní medaile československé armády v zahraničí se štítky Francie a Velká Británie
- 1946 –  Československý válečný kříž 1939
- 1947 –  Československá medaile Za chrabrost před nepřítelem